# سیل‌بند جناح
سیل‌بند جناح (به انگلیسی: Jinnah Barrage) یک سد در پاکستان است که در Kalabagh, Mianwali District واقع شده‌است.